# Chumuckla
Chumuckla est une census-designated place située dans le comté de Santa Rosa, dans l’État de Floride, aux États-Unis. Elle comptait 850 habitants en 2010.

## Géographie
Chumuckla est située à environ 25 km au nord-ouest de Milton et à environ 40 km au nord de Pensacola.
D'après le Bureau du recensement des États-Unis, la CDP s'étend sur 52,78 km2, dont 52,4 km2 de terre ferme et 0,38 km2 d'eau.

## Démographie
| 2000 | 2010 | - | - | - | - |
| ---- | ---- | - | - | - | - |
| 626  | 850  | - | - | - | - |

## Lieux touristiques
Le 4 novembre 1895, le Thomas Creek Archeological District (en), situé à l'est de Chumuckla, est inscrit au Registre national des lieux historiques.